# 브리스톨 자동차

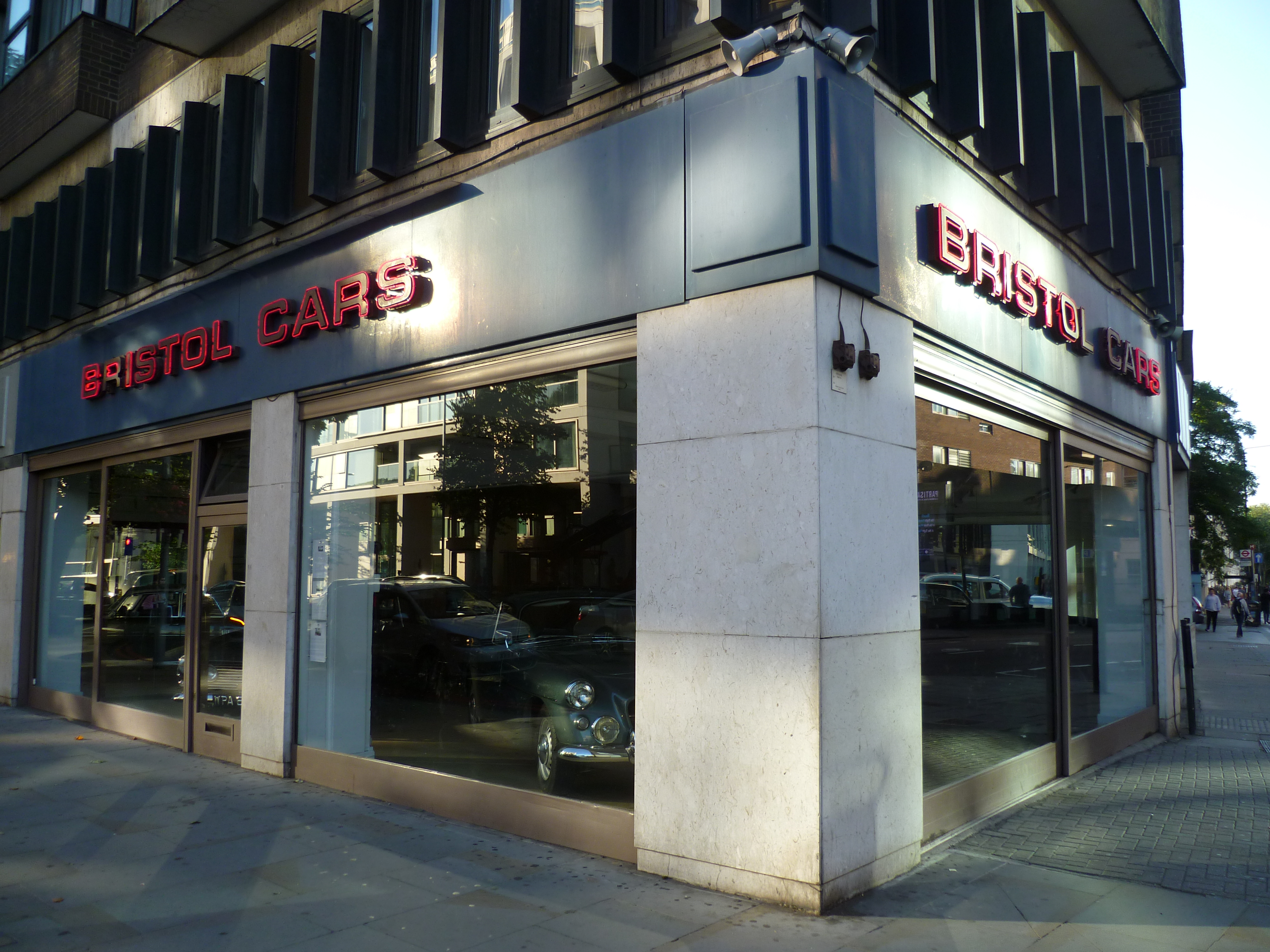
과거의 브리스틀카스의 쇼룸 (켄싱턴 하이 스트리트)

브리스톨 자동차 또는 브리스틀 카스(Bristol Cars)는 과거의 수제 럭셔리카 제조사이다. 본사는 잉글랜드 브리스틀에 위치해 있다.
제2차 세계 대전 이후 브리스틀 에어플레인 컴퍼니의 자동차 부서가 설립되어 나중에 브리스틀 카스 리미티드(Bristol Cars Limited)가 된다.
브리스틀은 런던 켄싱턴 하이 스트리트와 홀랜드 로드 모퉁이의 세일즈 쇼룸이 한 곳만 있었다.
언제나 적은 대수만 제조했다. 마지막으로 출판된 공식 생산 수치는 1982년에 있었으며 그 해에만 104대의 차량이 생산되었다.
이 기업은 2011년 3월 제조를 중단했다.